# Ozodicera (Ozodicera) simplex
Ozodicera (Ozodicera) simplex is een tweevleugelige uit de familie langpootmuggen (Tipulidae). De soort komt voor in het Neotropisch gebied.